# Prince de Ligne Mountains
Die Prince de Ligne Mountains (französisch Monts Prince de Ligne) sind eine kleine Gebirgsgruppe im ostantarktischen Königin-Maud-Land. Sie ragen 16 km nördlich der Belgica Mountains auf. Höchster Berg der Gruppe ist der 2285 m hohe Mount Sphinx.
Entdeckt wurde das Gebirge von der Belgischen Antarktis-Expedition 1957/58 unter der Leitung von Gaston de Gerlache de Gomery. Dieser benannte es nach Antoine de Ligne (1925–2005), 13. Prinz von Ligne, Pilot und Fotograf bei de Gerlaches Forschungsreise. Das Advisory Committee on Antarctic Names übertrug diese Benennung 1962 ins Englische.